# 日產汽車
日產汽車（日语：／ Nissan jidōsha */?）是源自日本的跨國汽車製造商，總部位於橫濱港未來開發區，日產為日本歷史上第一家專製汽車的企業，於1933年成立，是日本第二或三大汽車製造商，銷量和營業額與本田汽車相持中，年產量僅次於豐田汽車，也是世界第六大汽车制造商。旗下擁有「日產」、「英菲尼迪」、「達特桑」（DATSUN）等多個品牌。
法國車商雷諾于1999年起成為其母公司後，兩家公司在日本政府的干預下組成企業聯盟，雷諾-日產聯盟合併產量位居世界第四。在2016年三菱汽车爆发造假丑闻後，日產收購了三菱汽車34%股權，三菱便納入了日產與雷諾的企業聯盟，更名為雷諾-日產-三菱聯盟，使得雷诺成为两家公司的实质控制者。2023年2月，雷諾將其在日產43.3%的投票權股份減少至15%，日產则將其在雷諾的15%無投票權股份轉為投票權股份，自此日產脫離了雷諾的控制，兩家公司交叉持股15%。2024年底，日產出售了10%的三菱汽車股份。
日產汽車擁有諸多獨特技術，如結合純電動驅動和內燃機發電的油電技術e-Power、Super HICAS四輪轉向技術等；旗下的VQ系列V6引擎在1995年－2008年間連續入選華德十大最佳汽車引擎。
2024年12月18日，日本經濟新聞報道本田將和日產進行經營整合，兩者將共同成立控股公司。2024年12月23日，日產與本田簽署合作備忘錄（MOU），正式展開相關協商。2025年2月，因協商破裂，取消合併計劃。

## 历史

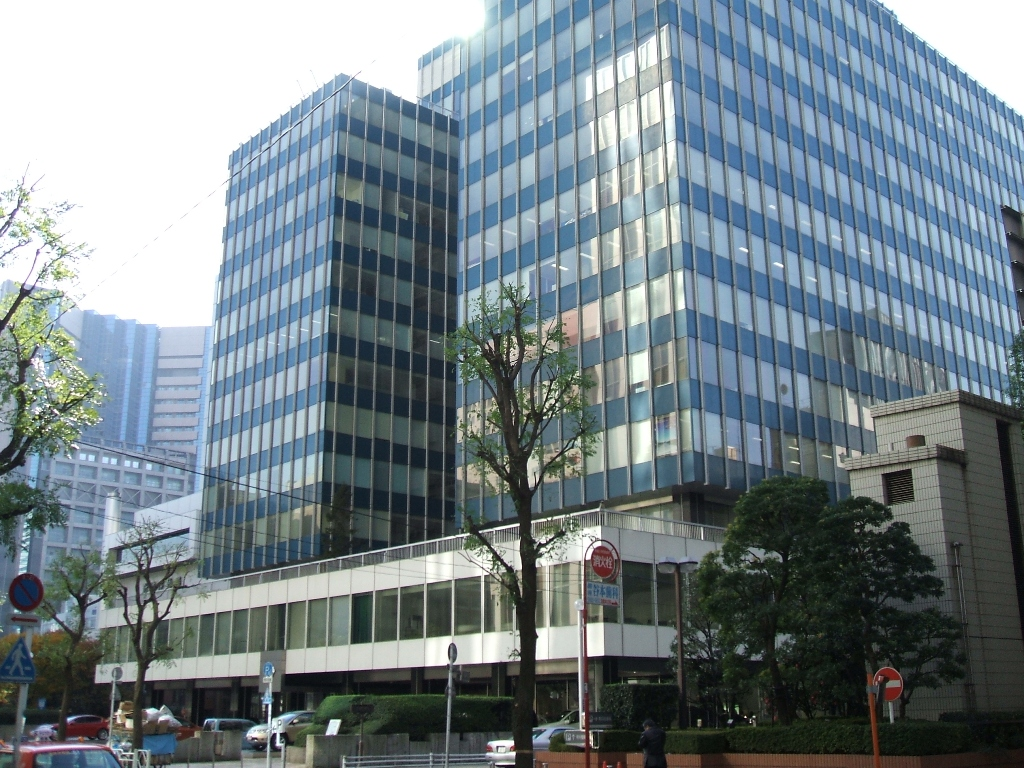
位於東京銀座的日產舊總部大樓。日產搬離後曾做為讀賣新聞集團的臨時總部大樓。

1911年，日产前身之一「快进社汽车工廠」（日語：快進社自動車工場）成立於东京，三年后第一辆DAT诞生，新车的名字来源于三位公司合夥人姓名羅馬拚音字首：
- 田健治郎 （Den Kenjiro）
- 青山祿郎 （Aoyama Rokuro）
- 竹内明太郎 （Takeuchi Meitaro）

1918年，更名为快進社（Kaishinsha Motorcar Co.）；1925年，又更名为「DAT汽车公司」（DAT Motorcar Co.）。
1926年，DAT汽车公司与位于大阪的“实用汽车制造公司”（日語：実用自動車製造株式会社）合并。1932年，在大阪成立了“DAT汽车制造有限公司”（日語：ダット自動車製造株式会社）。1931年，第一辆“达特桑”（Datsun）—意為“DAT之子”（Son of DAT）。但是因为“son”在日文中的讀音有“損”之意，所以改为“sun”。
與日野和五十铃一样，日产也采取了跟欧洲公司合作的策略，选中的是英国奥斯汀汽车。1930年，日产开始生产奥斯汀7系列，尽管授权还存在争议。随后，日产很快推出了基于奥斯汀的一系列车型。即使在1960年代，日产开始生产自主研发的汽车时，它的发动机仍然来自于奥斯汀的设计。

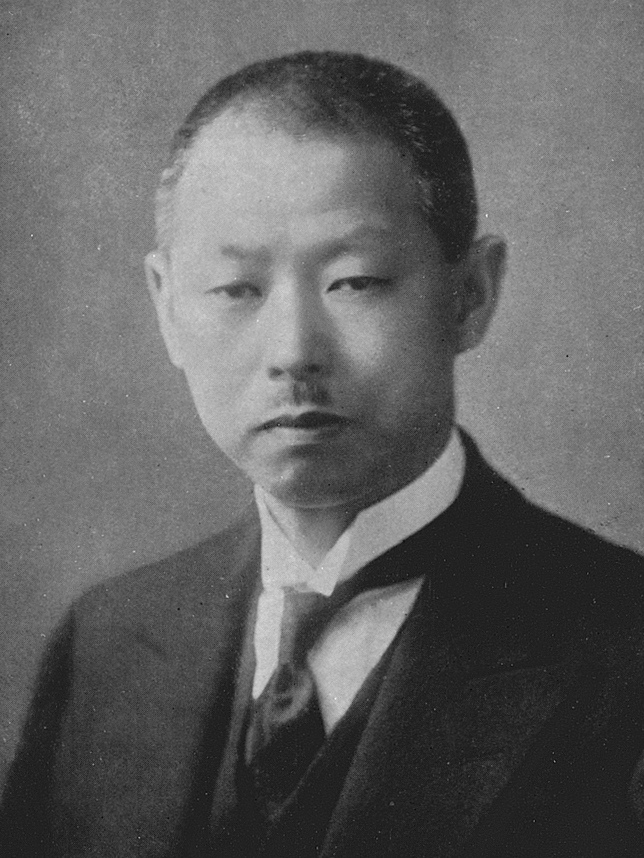
日產公司的創辦人鲇川义介

1933年12月26日，和被簡稱为“日產”的“日本产业公司”（Nippon Sangyo/Japan Industry Co.,Ltd.）合并。1934年6月1日，鲇川义介創立了“日产汽车有限公司”。1944年至1949年间，公司暂时更名为“日产重工业公司”（Nissan Heavy Industries Corp.）。
二战期间，日产是日本军方重要的军车供应商，生产的型号包括Nissan 80 Truck、Nissan 180 Truck、Model 97 Nissan Staff Car、Nissan 70。
1957年，臺灣的裕隆汽車與日產簽定技術合作協定。
1964年，日產進入大中華市場，開始出口至香港。1966年，日产与王子汽車合并，从而获得其旗下的“天际线”（Skyline，港譯“士佳麗”）和“光荣”（Gloria）两个車型。1980年代末，日产又在美国市场引进了一个新的豪华品牌—“英菲尼迪”（Infiniti）。
世界遭遇能源危机苏醒后，日产成为世界上最大的汽车出口商，並在墨西哥和澳大利亚设立了工厂。1980年代早期，日产在美国田纳西州拉瑟福縣的士麥那（Smyrna）建立了装配厂，随后又在田纳西州戴克德（Decherd）建立了一个发动机厂，最近还在密西西比州坎顿建立了第二家装配厂。1980年代中期，在英国森德兰建立了一家工厂，作为日产汽车制造（英国）公司的辅助。日产同时还在南非擁有汽車組裝廠。1980年代，日產在澳大利亚的分公司财政困难，因此结束在澳洲的生产。
2003年，日產在台灣的技術合作夥伴裕隆汽車改組，將生產製造與銷售分割為兩公司，生產的部份為「裕隆汽車製造」，銷售的部份與日產合資成立「裕隆日產汽車」。
2006年10月19日，日产汽车宣布，在全球范围内召回问题车，包括2004年8月至2006年7月之间生产的X-Trail和Murano运动型多功能车，以及Maxima轿车。原因是一些汽车的点火装置与引擎启动装置的连接杆过长，导致汽车有时不能正常发动。在个别时候，上述缺陷可能导致在汽车点火装置关闭的情况下，发动机会在驾驶者转动方向盘时启动。
日產汽車的总部原位于东京银座，但於2009年8月7日遷移至横滨港未來21的「橫濱全球總部」大樓（2007年春季動工、2009年8月2日竣工）。北美日产也亦已於2008年将其总部从加利福尼亚州加迪纳（Gardena）迁至田纳西州富兰克林（Franklin）。
日產汽車公司發表的最新統計報告說，該公司在2010年度的汽車全球銷量比2009年度大增了21.5%，達到408萬588輛，相隔五年超越本田汽車公司，佔據日本汽車界的第二大交椅，第一大依然為豐田汽車公司。同時，日產汽車公司在中國市場的銷量已經超越美國。日產汽車公司稱，日產汽車年銷售量首次超過400萬輛，主要得益於世界經濟的復甦和中國與美國市場銷售量的增加。
2010年，日產汽車在中國市場的銷售量激增了35.5%，達到102萬3,638輛，首次實現了“中國市場超百萬輛”的目標。美國市場的銷售量增加了18.0%，為90萬8,570輛。中國市場也是首次成為日產汽車在海外的最大市場。日本國內市場的銷售量增加了7.7%，為64萬5,320輛。歐洲市場的銷售量增加了13.0%，為55萬4,924輛。
2013年，日產再度發表「达特桑」品牌，引進於印度、印尼、俄羅斯與南非等開發中市場，推出低價車款以與中國大陸的汽車品牌競爭。
2016年，日產斥資22億美元收購三菱汽車34%股權，成為三菱汽車最大的股東。
2017年，經NHK报道，该公司爆发不当的品质检查已经进行了至少20年，後由日本经济新闻报道日本国土交通省对日产进行检查，该公司在10月19日才宣布，将暂停日本国内的汽车生产至少两个星期，来解决品质检查不当的问题。自从爆发丑闻以来，日产在过去三年来已经回收120万辆日产汽车，估计这次事件将让日产损失大约900万美元。
2020年，受新型冠狀病毒疫情以及日韓貿易戰所帶來的抵制日貨運動影響，日產汽車於韓國銷售持續低迷，最終日產汽車宣佈於8月正式退出韓國市場。
2021年，日產汽車與早稻田大学研發出新的回收技術，可從舊汽車回收98％高純度稀土金属。
2024年11月，日產汽車公司因應財務壓力，宣布進行大規模結構性改革，包括全球裁員9,000人及削減20%的生產產能。公司CEO內田誠為表負責，自願減薪50%。此外，日產計劃出售所持三菱汽車部分股份，並與雷諾及三菱在電動車技術方面加強合作，預計投入52億美元。
2024年12月18日，本田技研工业指目前商讨与日产汽车合并。2025年2月，因協商破裂，取消合併計劃。

## 雷諾-日產-三菱聯盟
1990年代，由于日本泡沫经济的崩溃，以及日产自1980年代起为凸显日产技术实力而开始的“901运动”以失败告终，加上同期日产高层的种种错误决策和销量问题，截至1998年，日产拖欠的债务就达到了2兆日元，深陷破产边缘。
法国雷诺汽車提出收购日产請求，由于日本政府的强烈反对及雷諾汽車董事会對日产汽車财務赤字的擔憂，最后经过雙方考虑以“联盟合作”的方式达成共识。
1999年3月27日，雷诺收购日产百分之36.8%的股权，正式成立雷诺-日产联盟（RENAULT-NISSAN Alliance）。
雷诺—日产联盟成立后的結構由雷诺持有日产43.4%的普通股股權，日产持有百分之15%無投票權股的方式所構成，建立雷诺-日产联盟战略性管理公司（RNBV）。在會計實質上，日產為雷諾集團旗下子公司，且雷諾集團掌握日產最終決策權。
社长由雷诺方的CEO出任，日产的社长出任副社长，两家公司仍独立擁有各自的总部，对于對方的经营活动不予干涉；但是RNBV仍将力求在尊重各自公司的特点和企业文化的基础上负责制定联盟战略、指导两家公司在全球的共同业务活动，比如共用生产平台、分享技术与联合采购零部件，扩大产能降低成本，现时雙方销往亚洲地区的车型許多是在基于技术互补的情况下推出。雷诺选择与日产合作最根本的目的在于急需借助日产在亚洲、北美和澳洲的影响力打开這三大市场，但目前此些市場仍由日產占優，雷诺只是在亚洲获得部分成功；北美及澳洲需在共同合作的基础上努力，这也是前公司会长兼社长卡洛斯·戈恩的首要目标。
在卡洛斯·戈恩的「日產復興計畫」（Nissan Revival Plan，縮寫成NRP）推动下，日产的業績表現强力反弹，盈利创造了历史记录，旗下的日产（NISSAN）和英菲尼迪（INFINITI）品牌都戏剧性地获得重生，上述现象被主流经济学家称为历史上最成功的公司复兴案例之一。
2002年，公司又在「日产复兴计划」的基础上推出了「日产180计划」。一年后日产拖欠的2兆日元债务全部偿还完毕。
戈恩因此被日本人视为日本低迷经济中的英雄，他和日产的复兴故事还出现在日本漫画和流行文化中，如今日产横滨总部外同時懸掛法國国旗和日本國旗。
2010年4月7日，雷諾-日產（Renault-Nissan Alliance）與戴姆勒合組全球第三大汽車聯盟，交叉持股3.1%，戴姆勒將發給對方共3,290萬股，佔總股權比率3.1%，總值高達11.7億歐元（16億美元），由雷諾、日產平分，戴姆勒則同時獲得雷諾新股與日產現股各3.1%。
日產於2016年成為三菱汽車最大的股東，組織亦更名為雷諾-日產-三菱聯盟。
2023年2月，雷諾將其在日產43.3%的投票權股份減少至15%，日產则將其在雷諾的15%無投票權股份轉為投票權股份，自此日產脫離了雷諾的控制，兩家公司交叉持股15%。

## 經營者

### 歷代社長
|        | 姓名            | 任期                   | 備註                                                 |
| ------ | --------------- | ---------------------- | ---------------------------------------------------- |
| 初代   | 鮎川義介        | 1933年12月－1939年5月  | 1967年2月13日逝世                                    |
| 第2代  | 村上正輔        | 1939年5月－1942年2月   |                                                      |
| 第3代  | 淺原源七        | 1942年3月－1944年9月   |                                                      |
| 第4代  | 工藤治人        | 1944年9月－1945年6月   | 1963年10月逝世                                       |
| 第5代  | 村山威士        | 1945年6月－1945年10月  |                                                      |
| 第6代  | 山本惣治        | 1945年10月－1947年5月  |                                                      |
| 第7代  | 箕浦多一        | 1947年5月－1951年10月  |                                                      |
| 第8代  | 淺原源七        | 1951年10月－1957年11月 | 第二次擔任社長，1970年8月23日逝世                    |
| 第9代  | 川又克二        | 1957年11月－1973年11月 | 原顧問，1986年3月29日逝世                            |
| 第10代 | 岩越忠恕        | 1973年11月－1977年6月  | 1981年3月19日逝世                                    |
| 第11代 | 石原俊          | 1977年6月－1985年6月   | 2003年12月31日逝世                                   |
| 第12代 | 久米丰          | 1985年6月－1992年6月   | 2014年9月10日逝世                                    |
| 第13代 | 辻義文          | 1992年6月－1996年6月   | 2007年2月11日逝世                                    |
| 第14代 | 塙義一          | 1996年6月－2000年6月   | 原顧問名譽會長，2015年12月18日逝世                   |
| 第15代 | 卡洛斯·戈恩     | 2000年6月－2017年3月   | 前会長、三菱汽車前會長、兼任雷诺汽車董事長兼行政總裁 |
| 第16代 | 西川廣人        | 2017年4月－2019年9月   | 代表董事兼CEO、日本汽車工業協會會長                  |
| 代行   | 山内康裕        | 2019年9月－2019年12月  |                                                      |
| 第17代 | 内田誠          | 2019年12月－2025年3月  | 前高级副总裁及東風有限總裁                           |
| 第18代 | 伊凡·艾斯皮諾薩 | 2025年4月－            | 2003年加入日產，2024晉升Chief Planning Officer       |

### 歷代会長
|       | 姓名        | 任期                  | 備註                                                                   |
| ----- | ----------- | --------------------- | ---------------------------------------------------------------------- |
| 初代  | 川又克二    | 1973年－1983年        | 前社長                                                                 |
| 第2代 | 石原俊      | 1985年6月－1992年6月  | 前社長                                                                 |
| 第3代 | 久米豐      | 1992年6月－1996年6月  | 前社長                                                                 |
| 第4代 | 辻義文      | 1996年6月－1999年6月  | 前社長                                                                 |
| 第5代 | 塙義一      | 1999年6月－2003年6月  | 前社長                                                                 |
| 第6代 | 小枝至      | 2003年6月－2008年6月  | 2003年－2008年間與戈恩共同擔任會長，時任副社長，退休後任顧問及名譽會長 |
| 第6代 | 卡洛斯·戈恩 | 2003年6月－2018年11月 | 三菱汽車前會長，兼任雷诺汽車董事長兼行政總裁                           |

## 产品

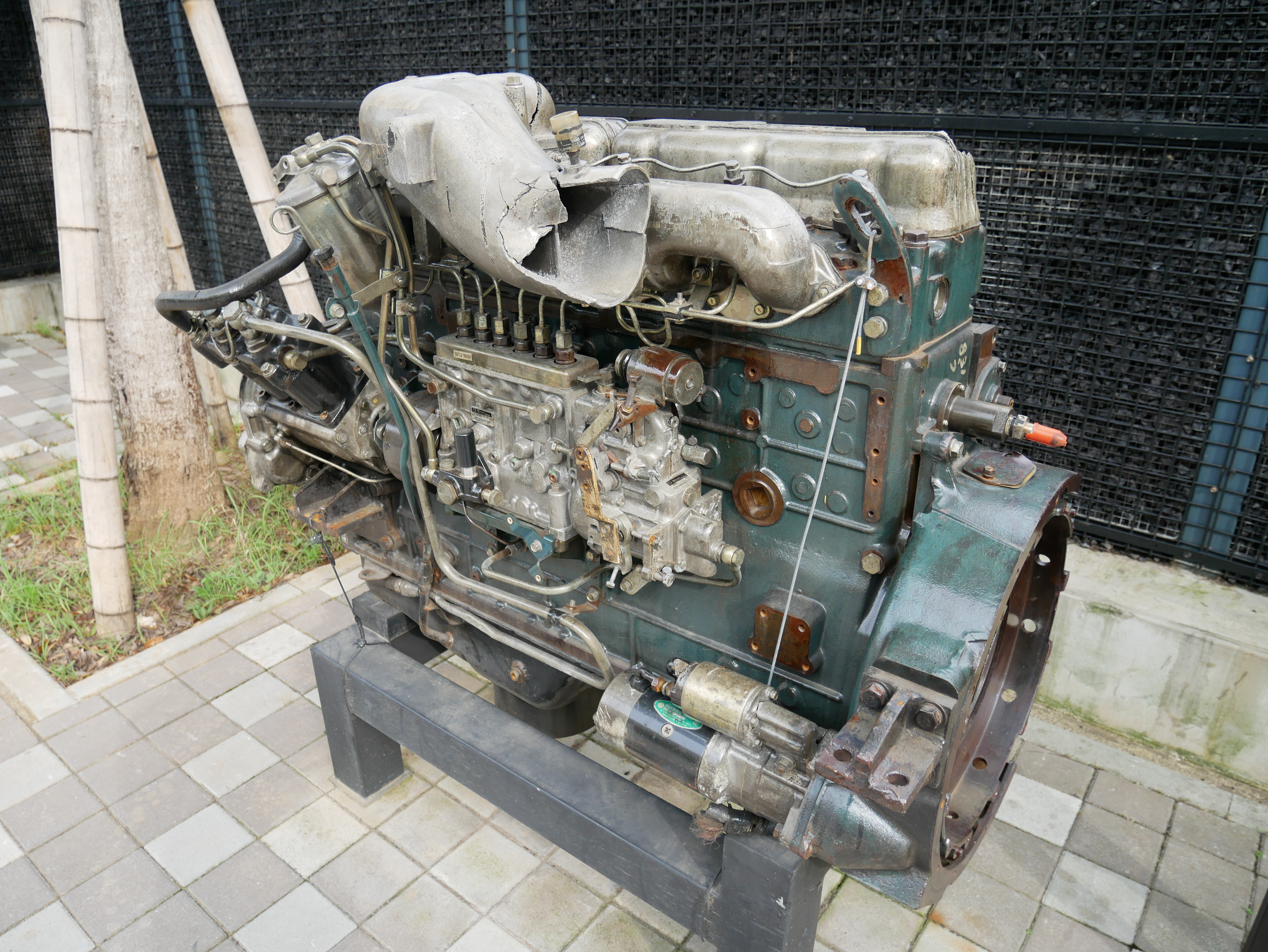
日產PE6柴油引擎

早期日产的车型最初主要在日本市场发行，自1950年代开始出口海外市场，1985年，日产成立NISMO部门，负责赛车和设计日产高性能车型，1989年，日产推出豪华品牌英菲尼迪。
1994年-1999年间，日产曾推出TuKa移动电话服务，后在1999年被出售给KDDI。日产还拥有日产船舶公司，與丸红共同生产船用发动机和其它船用设备。

### 車系

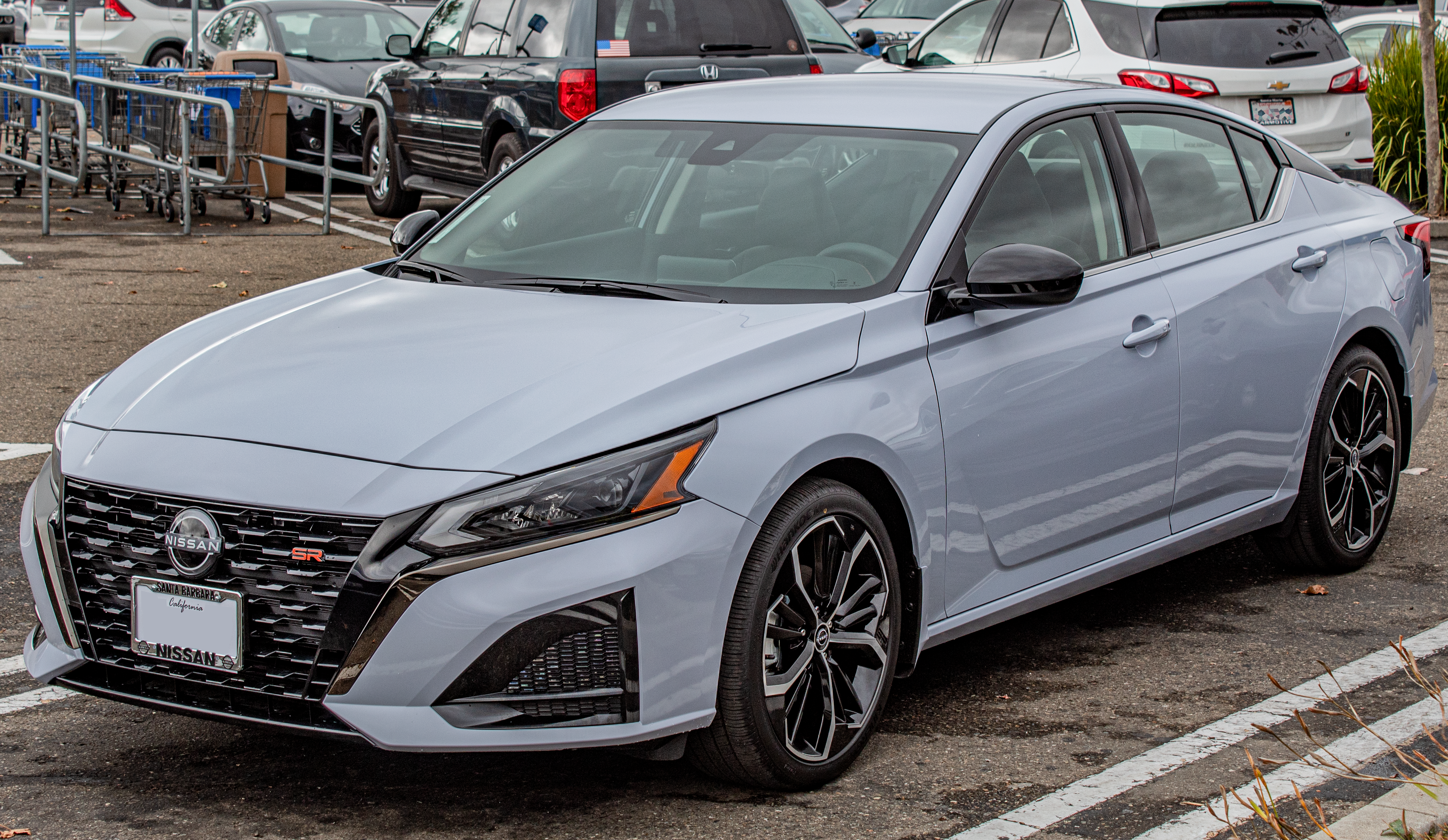
日產Altima

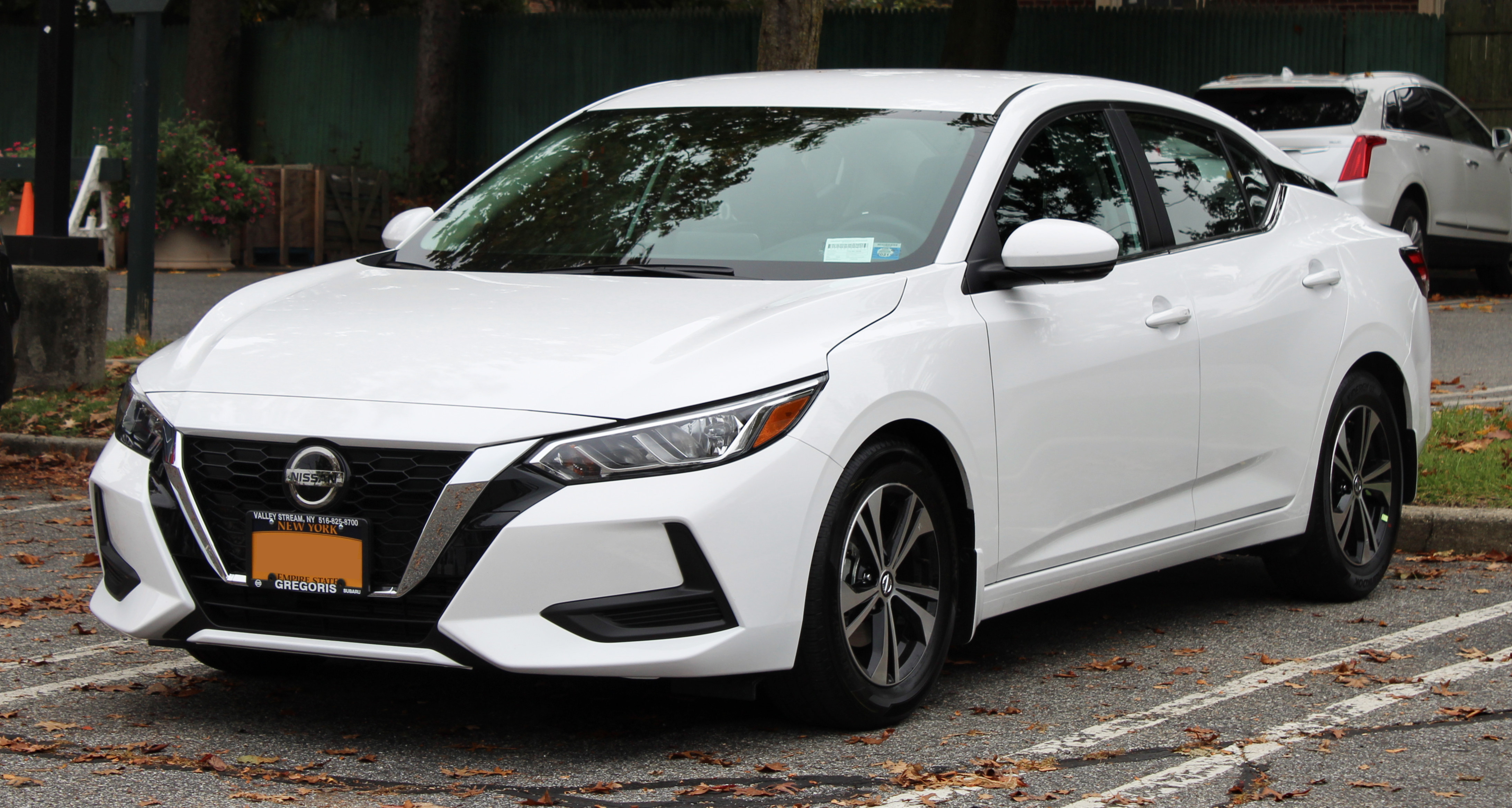
日產Sentra

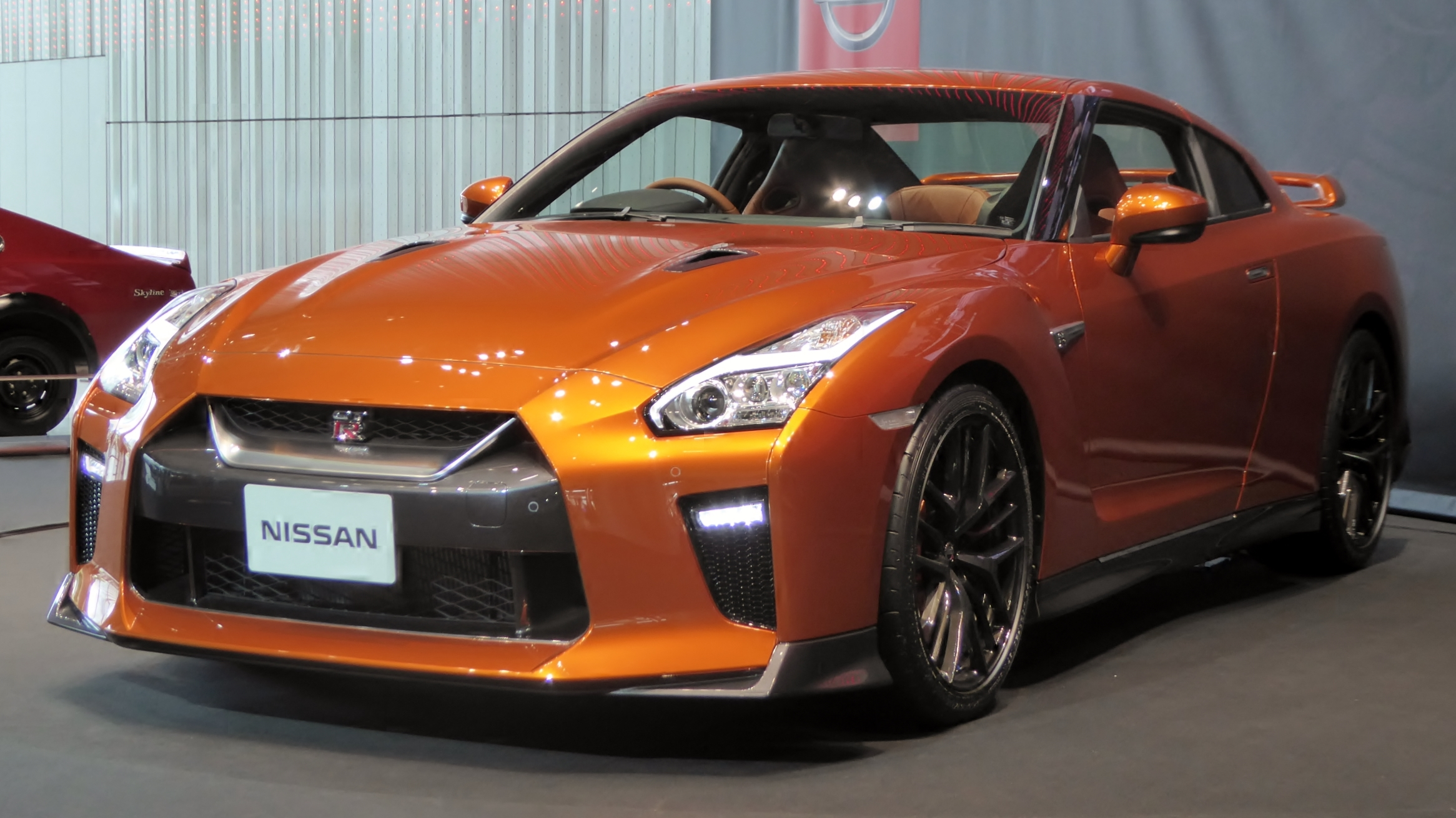
日产GT-R

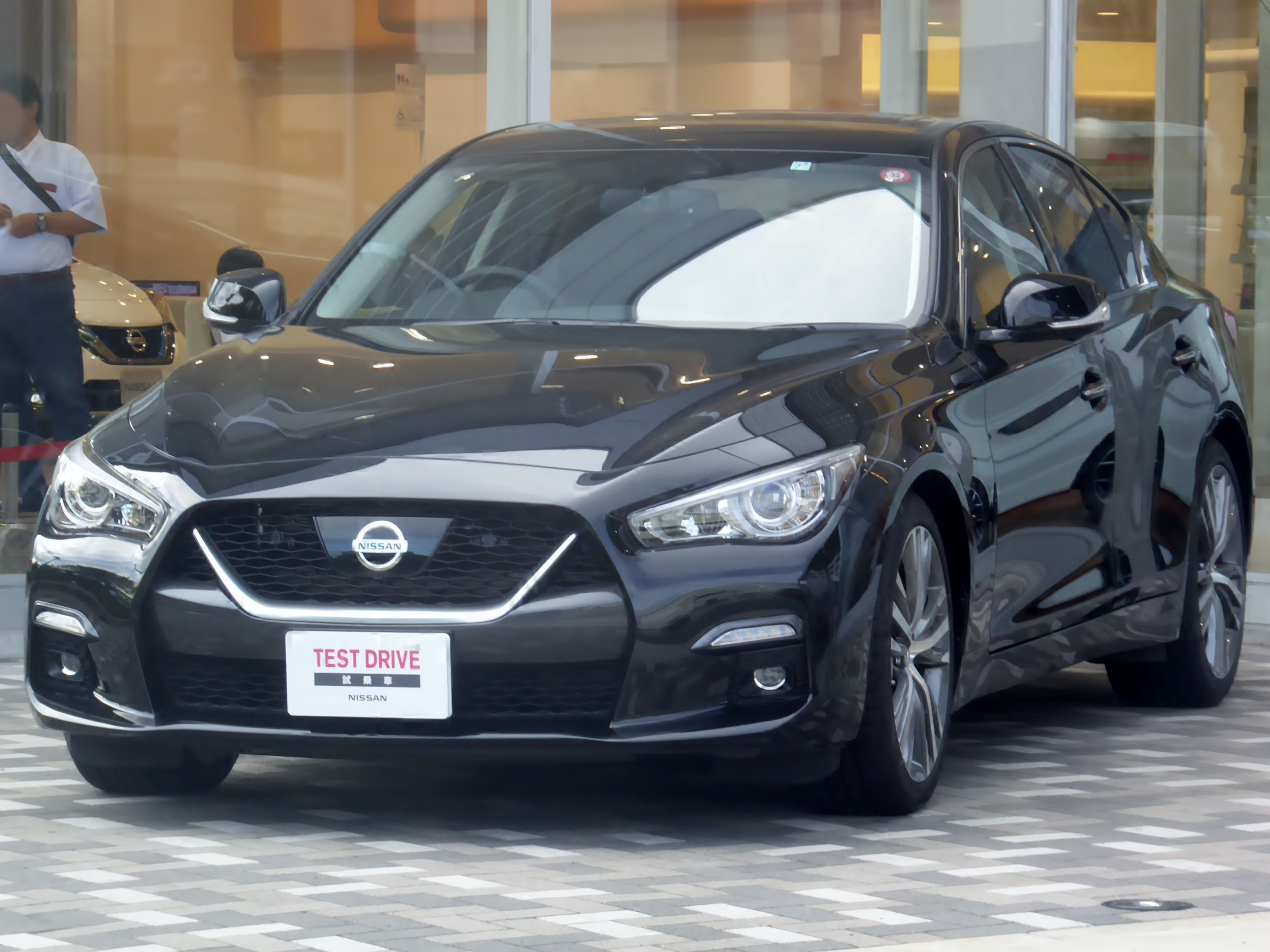
日產Skyline

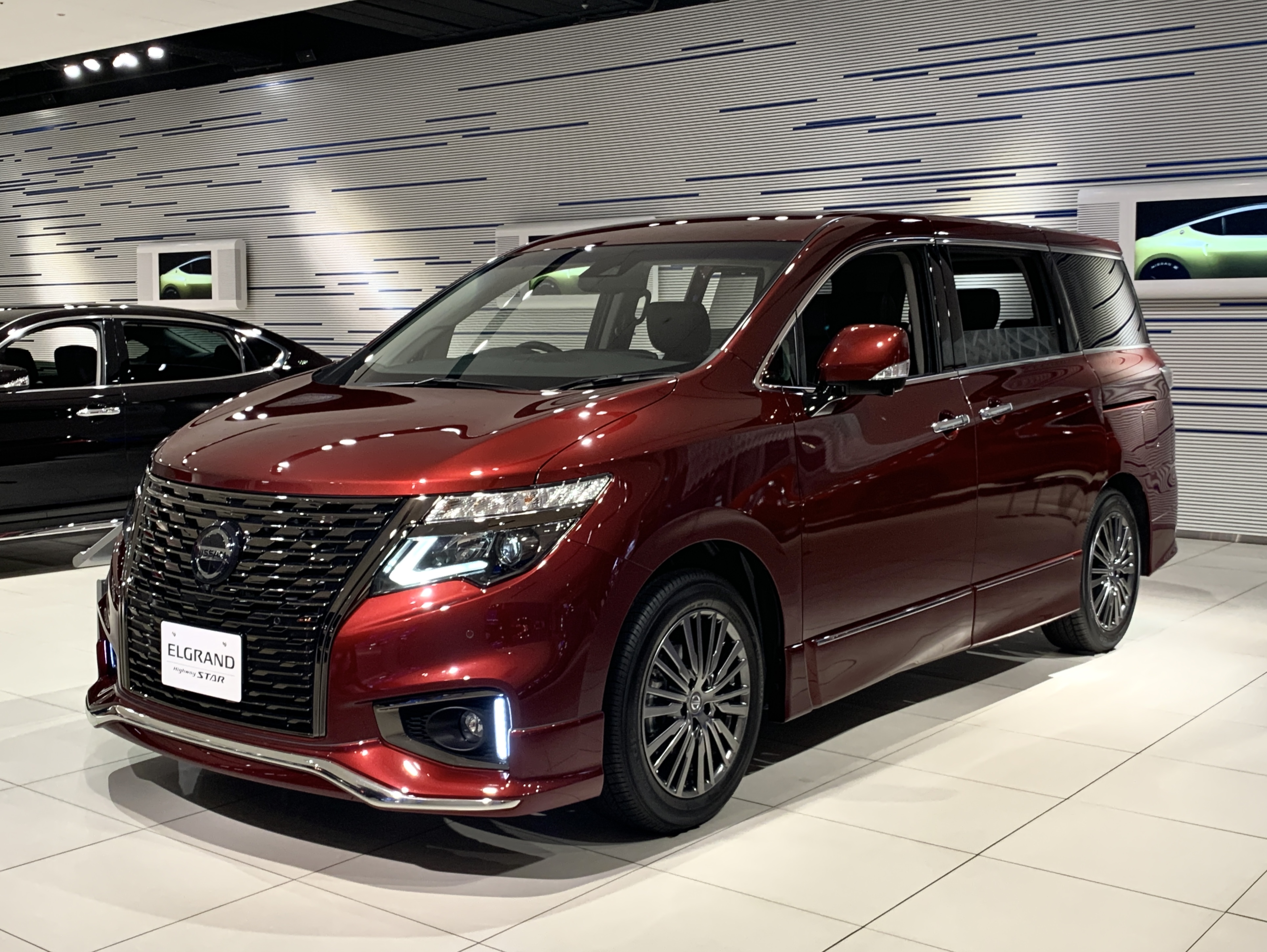
日產君爵（Elgrand）

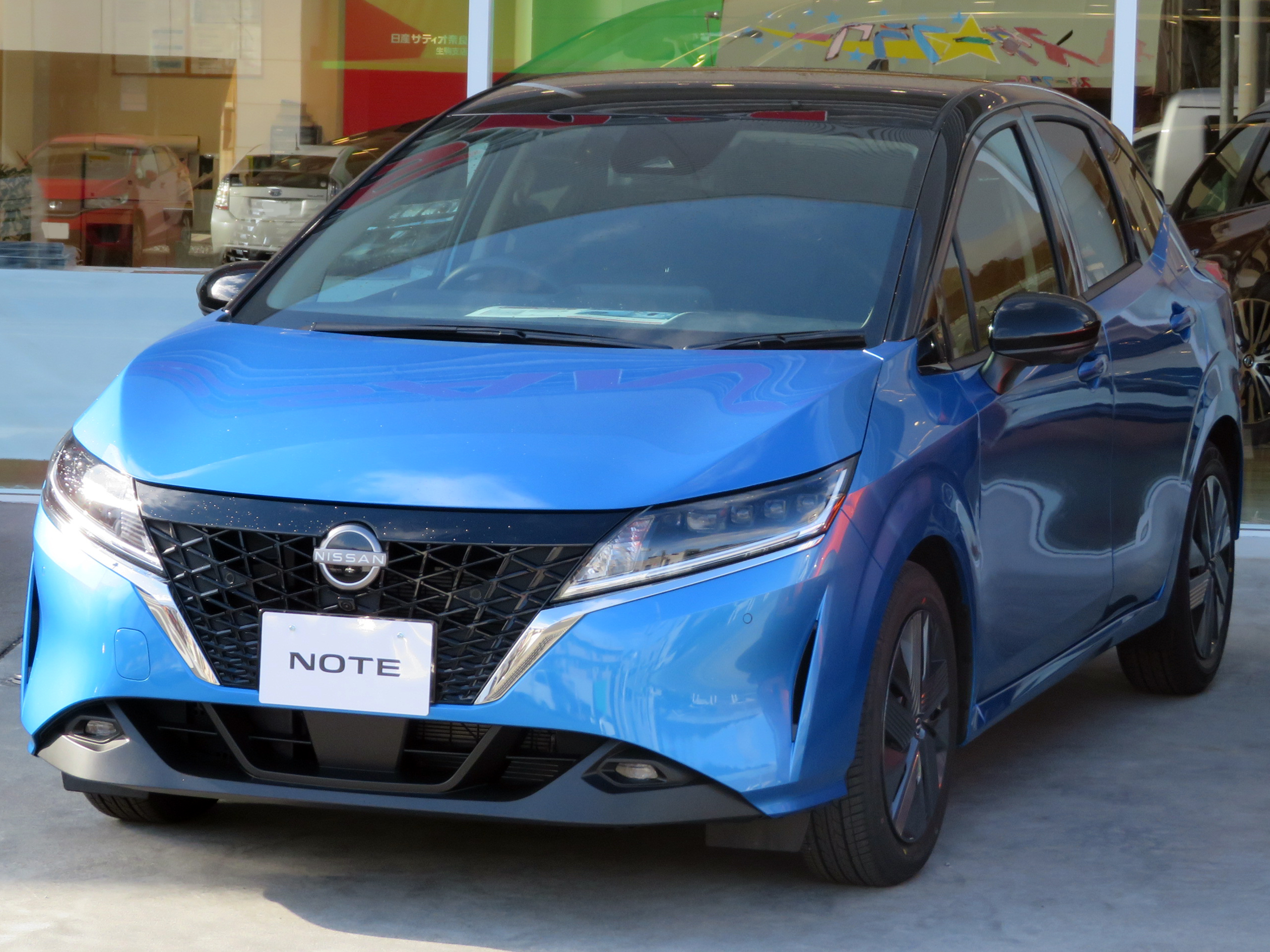
日產Note

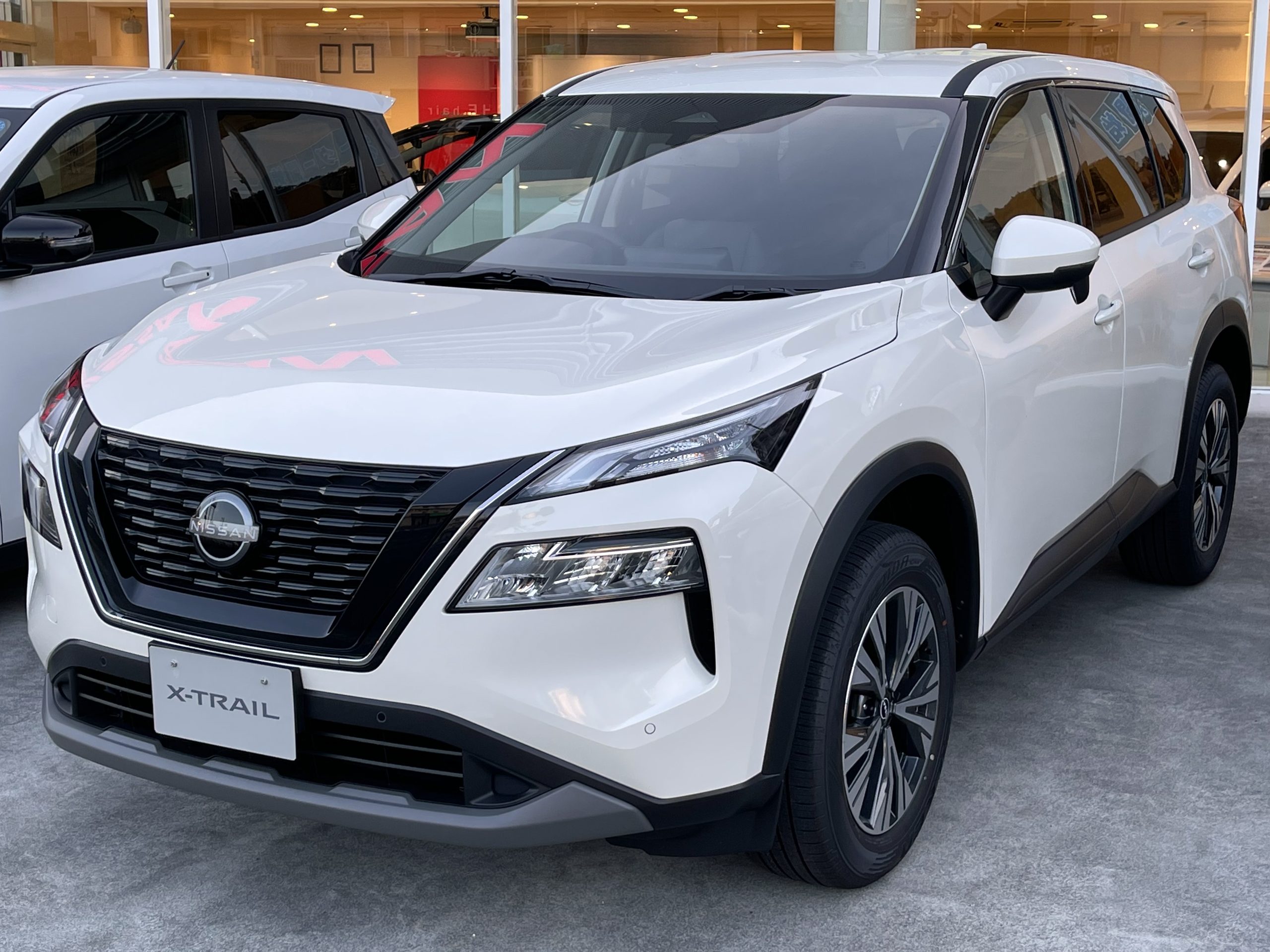
日產X-Trail

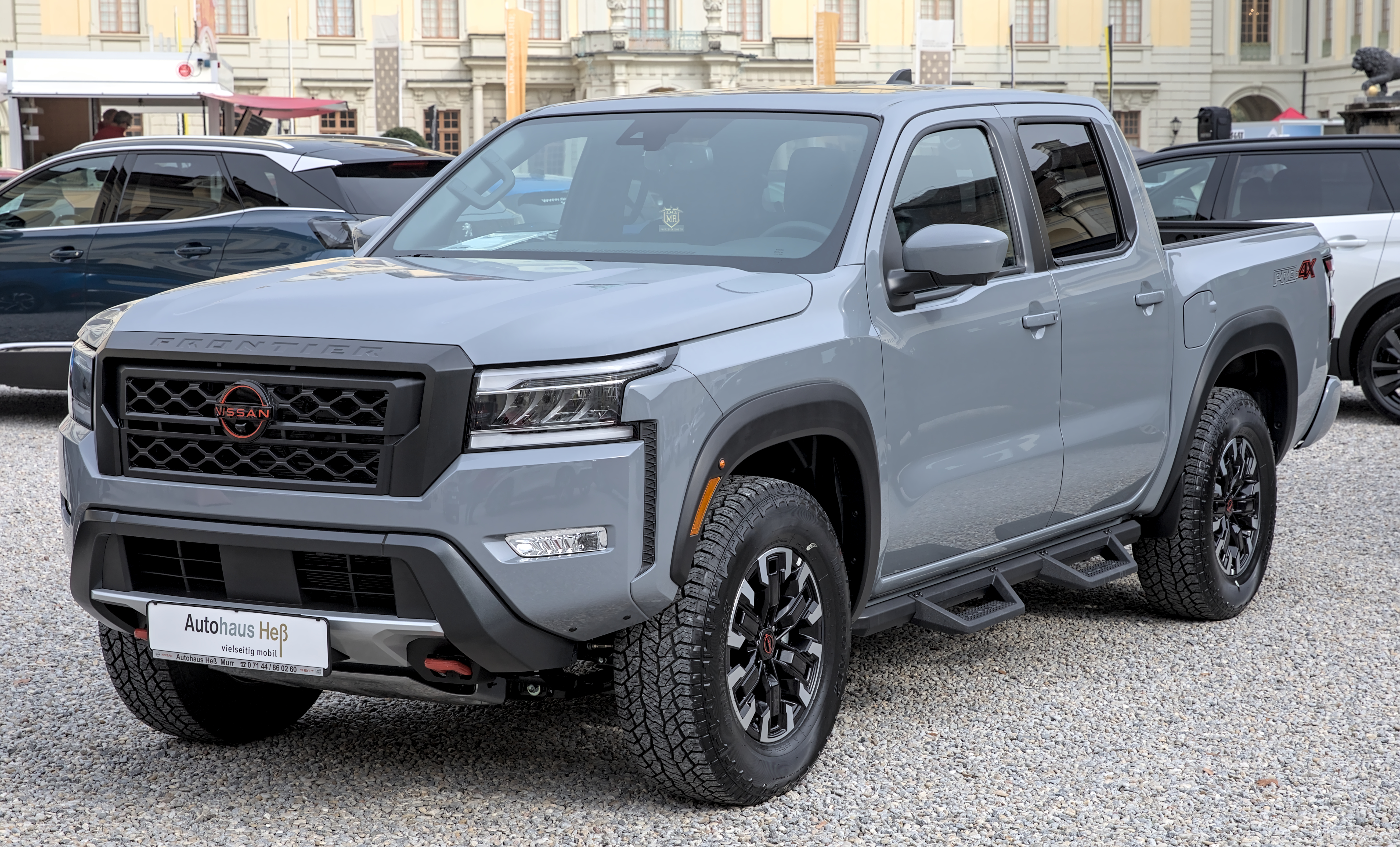
日產Frontier

以下为日产現在发行的车型，中文名以中國大陸地區翻译版本為準。
- Z系列（日本市场又名“Fairlady Z”）
- Altima（英语：Nissan Altima）
- Ariya（英语：Nissan Ariya）
- 逍客（Qashqai）
- 君爵（Elgrand）
- GT-R
- Juke
- 劲客（Kicks）（英语：Nissan Kicks）
- 陽光（Sunny，北美為Versa）
- 聆風（Leaf，電動車）
- 驪威（Livina）
- 瑪馳（March）
- 樓蘭（Murano）
- 途達（Terra）
- Note
- NV（北美地區）
- NV200
- 帕拉丁（Paladin、Xterra）
- 探路者（Pathfinder）
- 途樂（Patrol）
- Rogue
- Pulsar
- 尖兵 （Sentra）
- Serena
- Skyline
- 騏達/頤達（Tiida）
- 奇駿（X-Trail）

#### 已停產車系
- 蓝鸟（Bluebird）
- 公爵（Cedric）
- 風度（Cefiro）
- Silvia
- 軒逸（Sylphy）
- 西瑪（Cima）
- 方塊（Cube）
- 風雅（Fuga）
- Lafesta
- 駿逸（Livina Geniss）
- Maxima
- 派美（Primera）
- 貴士（Quest）
- 天籟（Teana）
- 泰坦（Titan）